# Joanna Czajkowska-Ślasko
Joanna Czajkowska-Ślasko (ur. 28 marca 1970) – polska poetka i lekarz psychiatra.

## Życiorys
Jest absolwentką I Liceum Ogólnokształcącego im. Mikołaja Kopernika w Łodzi.
Od 1995 roku należy do Unii Polskich Pisarzy Lekarzy, oraz do Konstantynowskiego Klubu Literackiego „Constans”, gdzie obecnie pełni funkcję prezesa.
Jest laureatką konkursów literackich, m.in. kilkukrotnie wygrała konkurs Biesiada Literacka Izb Lekarskich "Puls Słowa". Otrzymała też nagrodę Wielki Bilet „Wiadomości 43-bis” przyznawany za przedsięwzięcia szczególnie cenne dla Konstantynowa Łódzkiego, a w roku 2009 została uhonorowana nagrodą Starostwa Powiatowego w Pabianicach za całokształt twórczości.
Jako biegła opiniuje w sprawach cywilnych i karnych oraz dotyczących prawa kanonicznego. Jest jedynym świeckim biegłym psychiatrą przy Trybunale Metropolitalnym Łódzkim Archidiecezji Łódzkiej.
Mieszka w Konstantynowie Łódzkim, jest mężatką i matką czwórki dzieci.

## Twórczość
- Najpierwsze słowo – 1995, Wydawnictwo BC Konstantynów
- Popołudnia – 1996, Wydawnictwo BC Konstantynów
- Mur z porcelany – 1997, Wydawnictwo BC Konstantynów
- Kobieta trzydziestoletnia – 2000, Wydawnictwo BC Konstantynów
- Lady M – 2001, Wydawnictwo BC Konstantynów
- I Cing – 2001, Wydawnictwo MARGRAFSEN Bydgoszcz
- Mój rok – 2005, Wydawnictwo BC Konstantynów
- Kolejny marzec – 2008, Wydawnictwo BC Konstantynów
- Rozwiązanie – 2009, Wydawnictwo BC Konstantynów
- Nadpamięć – 2010, Wydawnictwo BC Konstantynów
- Kobieta z czerwoną walizką – 2010, Wydawnictwo AGORA Warszawa
- Sonety na dwa głosy – 2014, Wydawnictwo BC Konstantynów
- Versus – 2015, Wydawnictwo BC Konstantynów